# Albuquerque Thunderbirds
Albuquerque Thunderbirds was een Amerikaanse basketbalclub uit Albuquerque die uitkwam in de NBA D-League van 2005 tot 2011. In hun laatste seizoen verhuisde de club naar Rio Rancho en stond bekend als de New Mexico Thunderbirds.

## Geschiedenis
De Albuquerque Thunderbirds werden opgericht na het verdwijnen van de Huntsville Flight, de ploeg werd hierop verplaatst naar Albuquerque. De Thunderbirds werden in hun eerste seizoen onder hoofdcoach Michael Cooper meteen NBA D-League-kampioen nadat ze eerst de Florida Flame versloegen in de halve finale en in de finale te sterk waren voor de Fort Worth Flyers. In hun tweede seizoen onder coach Cooper haalde ze de halve finale waarin verloren werd van de Colorado 14ers.
Voor het seizoen 2007/08 werd Jeff Ruland coach, aan het einde van het seizoen werden de play-offs niet gehaald. Ook in de volgende twee seizoenen onder John Coffino slaagden ze er niet in om de play-offs te halen. Na het seizoen 2009/10 verhuisde de club naar Rio Rancho en ging spelen in het Santa Ana Star Center, de naam werd ook veranderd naar New Mexico Thunderbirds. In hun laatste seizoen onder Darvin Ham slaagde de club er opnieuw niet in om de play-offs te halen.
In 2011 werd de club gekocht door de Cleveland Cavaliers die deze verhuisde naar Canton en de naam veranderde in Canton Charge.

## Stadions
- Tingley Coliseum (2005-2010)
- Santa Ana Star Center (2010-2011)

## Erelijst
- NBA D-League-kampioen: 2006
- NBA D-League Sportsmanship Award: Will Conroy (2009)
- NBA D-League Most Improved Player: Dar Tucker (2011)
- All-NBA D-League First Team: Will Conroy (2009)

## Resultaten
| Seizoen                        | Wins | Verlies | Play-offs    | Coach          |
| ------------------------------ | ---- | ------- | ------------ | -------------- |
| 2005/06                        | 26   | 22      | Kampioen     | Michael Cooper |
| 2006/07                        | 24   | 26      | Halve finale | Michael Cooper |
| 2007/08                        | 22   | 28      |              | Jeff Ruland    |
| 2008/09                        | 24   | 26      |              | John Coffino   |
| 2009/10                        | 18   | 32      |              | John Coffino   |
| Als de New Mexico Thunderbirds |      |         |              |                |
| 2010/11                        | 20   | 30      |              | Darvin Ham     |

## Bekende (oud)-spelers
| - Yuta Tabuse - Shannon Brown - Marcus Douthit - Darvin Ham - Daniel Orton |